# Ji-min Park
Ji-min Park (1989) es una actriz de cine y artista coreana conocida por su papel en la película Retorno a Seúl en 2022 (rol debut como actriz), trabajo que le valió el reconocimiento de la crítica. Por dicho rol recibió una nominación en la 20° edición de los premios de la Sociedad Internacional de Cinéfilos a mejor actriz.

## Biografía
Ji-min Park vivió hasta los 9 años en Corea. A esa edad su familia se trasladó a París donde encontraría su vocación como pintora y escultora. Park, que entonces tenía 33 años, no tenía planes de convertirse en actriz cuando un amigo común le presentó a Davy Chou, director franco-camboyano responsable del drama de Cannes de 2016 Diamond Island. Si bien la presentación era únicamente para que Chou pudiera finalizar el guion de Retorno a Seúl (obteniendo información cultural a través de Park), dicho encuentro desembocó en un interés mayor por participar directamente en el proyecto como protagonista de la historia.

## Filmografía
- Retorno a Seúl (2022)

## Premios y nominaciones
| Premio/Festival de Cine                           | Fecha del evento      | Categoría    | Nominado       | Resultado | Ref.  |
| ------------------------------------------------- | --------------------- | ------------ | -------------- | --------- | ----- |
| Premios de la Sociedad Internacional de Cinéfilos | 12 de febrero de 2023 | Mejor actriz | Retorno a Seúl | Nominada  | [ 1 ] |